# Juanmi (football, 1993)
Juan Miguel Jiménez López dit « Juanmi », né le 20 mai 1993 à Coín, est un footballeur international espagnol qui joue au poste d'ailier gauche au Getafe CF, en prêt du Real Betis.

## Biographie

### Carrière de club

#### Málaga CF
Juanmi est né à Coín, Malaga. Élevé dans les rangs de la jeunesse de Málaga CF, il fait ses débuts en équipe première le 13 janvier 2010 dans un match de Copa del Rey à l'extérieur contre Getafe CF, lors d'une rencontre où les Andalous sont écrasés 1-5 (3-6 sur l'ensemble des deux matchs). Il devient le plus jeune buteur du club dans un match officiel à l'âge de seulement 16 ans. Le 17 janvier 2010, il dispute son premier match en Liga en jouant huit minutes dans une victoire de 1-0 à domicile contre le même adversaire. Dans un club qui est menacé de relégation jusqu'à la dernière journée de la saison, il fait cinq apparitions en équipe première, totalisant 110 minutes. Le 5 août 2010, il signe son premier contrat professionnel, qui le lie à son club jusqu'à la fin de l'année 2014. 
Le 12 septembre 2010, Juanmi Jiménez est titulaire face au Real Saragosse, rencontre où il marque deux fois dans une rencontre remportée 5 buts à 3 par son équipe. Il devient ainsi le plus jeune joueur dans l'histoire de la compétition, à 17 ans, à marquer deux buts dans un seul match. Après la signature de l'été 2011 de Ruud van Nistelrooy, Juanmi Jiménez se voit relégué au banc de touche. Il fait sa première apparition de la saison le 11 décembre 2011, en tant que remplaçant lors d'un match nul 1-1 à domicile face au CA Osasuna. Deux jours plus tard, il est titulaire face à Getafe en Coupe d'Espagne, et inscrit le seul but du match à la 84e minute. Le 15 janvier 2013, après de rares apparitions, Juanmi Jiménez est prêté au Racing de Santander en Segunda División jusqu'en juin. Il ne parvient pas à inscrire de but durant cette courte période où le club est relégué. Juanmi Jiménez se voit attribuer du temps de jeu par le nouvel entraîneur de Málaga, Bernd Schuster, en 2013-2014. Javi Gracia, entraîneur lors de la saison suivante, lui fait également confiance.

#### Southampton FC
Le 16 juin 2015, Juanmi signe un contrat de quatre saisons avec le Southampton FC. Le 30 juillet, il fait ses débuts pour les Saints lors d'un match contre le Vitesse Arnhem (victoire 3-0).

#### Real Sociedad
Le 9 juin 2016, il quitte l'Angleterre et rejoint le club espagnol de la Real Sociedad pour cinq ans.

#### Real Betis
Le 14 juin 2019, il s’engage avec le Real Betis, contre 8 millions d'euros.

### Carrière internationale
Juanmi a remporté deux Championnats d'Europe des moins de 19 ans , en 2011 et 2012 en marquant deux buts lors de l'édition 2011 en Roumanie.
Le 23 mars 2015, après le forfait de Diego Costa sur blessure à la cuisse, il fut appelé en équipe nationale pour la première fois par le sélectionneur Vicente del Bosque, lors des qualifications pour l'Euro 2016 contre l'Ukraine et pour un match amical contre les Pays-Bas. Il fait ses débuts contre cette dernière sélection à l'Amsterdam Arena le 31 mars 2015, en remplaçant Álvaro Morata lors d'une défaite 0-2.

## Statistiques
| Saison                | Club                    | Championnat           | Championnat | Championnat | Coupe nationale | Coupe nationale | Coupe de la Ligue | Coupe de la Ligue | Supercoupe | Supercoupe | Compétition(s) continentale(s) | Compétition(s) continentale(s) | Compétition(s) continentale(s) | Total | Total |
| Saison                | Club                    | Division              | M.          | B.          | M.              | B.              | M.                | B.                | M.         | B.         | Comp.                          | M.                             | B.                             | M.    | B.    |
| 2009-2010             | Málaga CF               | La Liga               | 5           | 0           | 1               | 1               | -                 | -                 | -          | -          | -                              | -                              | -                              | 6     | 1     |
| 2010-2011             | Málaga CF               | La Liga               | 17          | 4           | 0               | 0               | -                 | -                 | -          | -          | -                              | -                              | -                              | 17    | 4     |
| 2011-2012             | Málaga CF               | La Liga               | 6           | 1           | 1               | 1               | -                 | -                 | -          | -          | -                              | -                              | -                              | 7     | 2     |
| 2012-2013             | Málaga CF               | La Liga               | 1           | 1           | 4               | 0               | -                 | -                 | -          | -          | C1                             | 3                              | 0                              | 8     | 1     |
| 2013-2014             | Málaga CF               | La Liga               | 22          | 4           | 2               | 1               | -                 | -                 | -          | -          | -                              | -                              | -                              | 24    | 5     |
| 2014-2015             | Málaga CF               | La Liga               | 34          | 8           | 4               | 0               | -                 | -                 | -          | -          | -                              | -                              | -                              | 38    | 8     |
| Sous-total            | Sous-total              | Sous-total            | 85          | 18          | 12              | 3               | 0                 | 0                 | 0          | 0          | -                              | 3                              | 0                              | 100   | 21    |
| 2012-2013             | Racing Santander (prêt) | Liga Adelante         | 19          | 0           | -               | -               | -                 | -                 | -          | -          | -                              | -                              | -                              | 19    | 0     |
| Sous-total            | Sous-total              | Sous-total            | 19          | 0           | 0               | 0               | 0                 | 0                 | 0          | 0          | -                              | 0                              | 0                              | 19    | 0     |
| 2015-2016             | Southampton FC          | Premier League        | 12          | 0           | 1               | 0               | 2                 | 0                 | -          | -          | C3                             | 4                              | 0                              | 19    | 0     |
| Sous-total            | Sous-total              | Sous-total            | 12          | 0           | 1               | 0               | 2                 | 0                 | 0          | 0          | -                              | 4                              | 0                              | 19    | 0     |
| 2016-2017             | Real Sociedad           | La Liga               | 35          | 11          | 6               | 4               | -                 | -                 | -          | -          | -                              | -                              | -                              | 41    | 15    |
| 2017-2018             | Real Sociedad           | La Liga               | 31          | 8           | 2               | 1               | -                 | -                 | -          | -          | C3                             | 6                              | 1                              | 39    | 10    |
| 2018-2019             | Real Sociedad           | La Liga               | 30          | 5           | 4               | 1               | -                 | -                 | -          | -          | -                              | -                              | -                              | 34    | 6     |
| Sous-total            | Sous-total              | Sous-total            | 96          | 24          | 12              | 6               | 0                 | 0                 | 0          | 0          | -                              | 6                              | 1                              | 114   | 31    |
| 2019-2020             | Real Betis              | La Liga               | 8           | 1           | -               | -               | -                 | -                 | -          | -          | -                              | -                              | -                              | 8     | 1     |
| 2020-2021             | Real Betis              | La Liga               | 16          | 2           | 4               | 2               | -                 | -                 | -          | -          | -                              | -                              | -                              | 20    | 4     |
| 2021-2022             | Real Betis              | La Liga               | 33          | 16          | 6               | 2               | -                 | -                 | -          | -          | C3                             | 7                              | 2                              | 46    | 20    |
| 2022-2023             | Real Betis              | La Liga               | 22          | 4           | 1               | 0               | -                 | -                 | 1          | 0          | C3                             | 3                              | 0                              | 27    | 4     |
| 2024-2025             | Real Betis              | La Liga               | 11          | 0           | 2               | 1               | -                 | -                 | 1          | 0          | C4                             | 6                              | 1                              | 20    | 2     |
| Sous-total            | Sous-total              | Sous-total            | 90          | 23          | 13              | 5               | 0                 | 0                 | 1          | 0          | -                              | 16                             | 3                              | 120   | 31    |
| 2023-2024             | Al-Riyadh FC (prêt)     | Saudi Pro League      | 16          | 1           | -               | -               | -                 | -                 | -          | -          | -                              | -                              | -                              | 16    | 1     |
| Sous-total            | Sous-total              | Sous-total            | 16          | 1           | 0               | 0               | 0                 | 0                 | 0          | 0          | -                              | 0                              | 0                              | 16    | 1     |
| 2023-2024             | Cadix CF (prêt)         | Liga                  | 16          | 3           | -               | -               | -                 | -                 | -          | -          | -                              | -                              | -                              | 16    | 3     |
| Sous-total            | Sous-total              | Sous-total            | 16          | 3           | 0               | 0               | 0                 | 0                 | 0          | 0          | -                              | 0                              | 0                              | 16    | 3     |
| Total sur la carrière | Total sur la carrière   | Total sur la carrière | 334         | 67          | 38              | 14              | 2                 | 0                 | 1          | 0          | -                              | 29                             | 4                              | 404   | 85    |

## Palmarès

### En club
Betis Séville
- Coupe d'Espagne
  - Vainqueur en 2022

- Espagne - 19 ans
  - Vainqueur du Championnat d'Europe des moins de 19 ans en 2011 et 2012.